# Olgierd Sokołowski
Olgierd Sokołowski (ur. 2 listopada 1885 w Permie, zm. 5 sierpnia 1944 w Warszawie) – polski lekarz ftyzjatra.

## Życiorys
Urodził się w rodzinie Walerego i Zofii z Lipińskich. W 1902 ukończył gimnazjum w Kazaniu, otrzymał świadectwo dojrzałości i rozpoczął studia medyczne w tym mieście. W 1905 aresztowany za działalność konspiracyjną i zesłany do Sołwyczegodska, skąd zbiegł do Dorpatu. Na Uniwersytecie w Dorpacie w 1907 ukończył studia medyczne i otrzymał dyplom doktora wszech nauk lekarskich. Pierwszą pracę podjął w szpitalu w Kochanówku pod Łodzią, którą przerwał z powodu konieczności leczenia gruźlicy. Od 1912 pracował w sanatorium w Kościelisku, początkowo jako asystent Kazimierza Dłuskiego a od 1918 jako dyrektor. Z sanatorium odszedł w 1920, nie mogąc dojść do porozumienia z nowym właścicielem Samuelem Lindem. W latach 1921–1928 prowadził praktykę prywatną. W 1922 przeszedł do pracy w schronisku na Antałówce. W 1928 powrócił do sanatorium w Kościelisku, po przejęciu go przez Ministerstwo Spraw Wojskowych. Był też konsultantem oddziału płucnego Szpitala Klinicznego w Zakopanem. Podczas licznych podróży zagranicznych zapoznawał się z nowoczesnymi metodami leczenia gruźlicy. W 1934 objął funkcję dyrektora sanatorium „Odrodzenie” w Zakopanem. W swojej pracy stosował sztuczną odmę opłucnową i przepalanie zrostów opłucnowych. Publikował artykuły z dziedziny leczenia klimatycznego gruźlicy. Do jego pacjentów należeli m.in. Zofia Nałkowska, Karol Szymanowski, Stanisław Przybyszewski, Michał Choromański.
W 1940 aresztowany przez gestapo, po zwolnieniu otrzymał zakaz przebywania w Zakopanem. Przeniósł się do Warszawy, gdzie został ordynatorem oddziału gruźliczego Szpitala Wolskiego. Od 1942 jako pierwszy w Polsce stosował zewnętrzne ssące sączkowanie jam gruźliczych. Po wybuchu powstania warszawskiego pozostał jedynym lekarzem na oddziale. 5 sierpnia 1944 rozstrzelany wraz z pozostałym personelem i pacjentami szpitala na rogu ulic Zagłoby i Górczewskiej. Jego zwłoki spalono.

## Ordery i odznaczenia
- Krzyż Kawalerski Orderu Odrodzenia Polski (9 listopada 1931)[1]
- Srebrny Medal „Zasłużonym na Polu Chwały” (pośmiertnie, 31 lipca 1946)[2]